# MTCH2
MTCH2‏ (Mitochondrial carrier 2) هوَ بروتين يُشَفر بواسطة جين MTCH2 في الإنسان.